# Community of Christ
Community of Christ ("Kristi Samfund") är det näst största samfundet med historiskt ursprung i Sista Dagars Heliga-rörelsen. Det nuvarande namnet antogs 2001. Tidigare kallade man sig för "Reorganized Church of Jesus Christ of Latter-Day Saints".
Kyrkan har över 200 000 medlemmar i över 40 olika länder. 2006 ska de ha fördelats på följande sätt:
130 000 i USA, 25 000 i Afrika, 13 000 i Karibien, 10 000 i Oceanien, 8 000 vardera i Kanada respektive Asien, 3000 i Latinamerika och 2 500 i Europa.
Community of Christ har sitt huvudkvarter i Independence i Missouri, sedan april 1920.
Man äger även det gamla templet i Kirtland i Ohio, något som 1880 fastslogs genom en rättssak.

## Historia

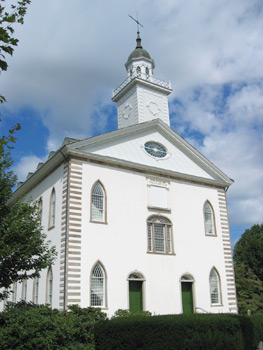
Templet i Kirtland, Ohio. Templet var det första tempel som Sista dagars heliga-rörelsen byggde. Det invigdes 1836.

Community of Christ har sina historiska ursprung i Kristi kyrka som Joseph Smith grundade 1830.
Efter Joseph Smiths död 1844 uppstod tvister om vem skulle efterträda honom som ledare för kyrkan.
Majoriteten av kyrkans medlemmar följde Brigham Young till Utah men andra stannade i Illinois, däribland några av Smiths nära släktingar. 

### Ledarskap
På 1850-talet trädde det fram en grupp som hävdade att Joseph Smiths son, Joseph Smith III (som bara var 11 år då fadern blev mördad) var Smiths rätte efterträdare. I april 1860 bildade dessa den reorganiserade kyrkan med Joseph Smith III som ledare.
Joseph Smith III dog 1914 och efterträddes av sin son Frederick Madison Smith. Denne efterträddes av sin bror Israel A. Smith, som i sin tur följdes av en tredje bror, W. Wallace Smith. Den sistnämnde efterträddes av sin son Wallace B. Smith. Efter denne kom den förste ledaren av kyrkan som inte tillhörde familjen, W. Grant McMurray. Stephen M. Veazey tillträdde 2005 som kyrkans ledare.

### Namnbyte
Fredag den 7 april 2000 röstade en majoritet av delegaterna vid kyrkans världskonferens för att anta namnet ”Community of Christ” (Kristi Samfund) som nytt officiellt namn på kyrkan. 1979 ombud röstade för namnbytet medan 561 vill behålla det gamla ”the Reorganized Church of Jesus Christ of Latter Day Saints” (den Reorganisade Jesu Kristi Kyrka av Sista Dagars Heliga).

## Community of Christ i Skandinavien
Kyrkans skandinaviska mission började bland nordiska immigranter i USA. Omkring år 1900 bildade missionärerna Petter Musæus och P T Andersen församlingar på flera platser i såväl Danmark, Norge som Sverige. Men den skandinaviska missionen har idag tappat mark och idag finns enbart en församling med egna mötes- och kontorslokaler kvar, den i Oslo. Därutöver finns det bara spridda grupper av enskilda medlemmar här och var.

## Lära
Kyrkan utmärker sig exempelvis genom att kyrkans grundare aldrig accepterade polygami och förnekade att Joseph Smith skulle ha förkunnat eller praktiserat månggifte. De förkastade många andra av de lärosatser som Jesu Kristi Kyrka av Sista Dagars Heliga framhöll och bestred att dessa låg i linje med den ursprungliga läran. Det gäller bland annat ceremonier som dop för döda.
Under senare år har kyrkan börjat förkunna en mer liberal teologi och viger till exempel kvinnliga präster sedan 1984. 
Detta har lett till utbrytningar som den Restaurerade Kyrkan av Sista Dagars Heliga och den Återstående Jesu Kristi Kyrka av Sista Dagars Heliga.